# Rudolf de Bruges
Rudolf (Rudolph) de Bruges va ser un traductor flamenc de l'àrab al llatí del segle xii.
Només sabem de la seva vida el que ell mateix explica en el prefaci d'una de les seves traduccions. Va ser deixeble de Hermann de Caríntia. Era astrònom i va traduir al llatí una important obra de Màslama al-Majrití sobre l'astrolabi amb el títol de Liber de compositione astrolabii, que va dedicar a un col·lega anomenat Johannes David (igual que Plató de Tívoli), que alguns autors han volgut identificar amb Johannes Hispalensis.
També es coneix que va fer observacions sobre l'alçada del Sol a Bèziers (França) el 24 d'abril de 1144.
Es conserven sis manuscrits dels segles XII a XV del seu tractat.